# 民主芬兰
政党间国际民主合作（芬蘭語：Puolueiden kansainvälinen demokratiayhteistyö），简称为“民主芬蘭”，是一個由所有八個芬蘭議會政黨組成的合作組織，支持新興民主國家和發展中民主國家的多黨民主。
其成員有芬蘭中間黨、芬蘭人黨、民族联合党、芬兰社会民主党、綠色聯盟、左翼聯盟、芬蘭瑞典族人民黨和基督教民主黨。

## 外部連結
- Demo Finland （页面存档备份，存于） （文） （瑞典文） （英文）